# Ariska Putri Pertiwi
Ariska Putri Pertiwi est née le 13 janvier 1995 à Lhokseumawe, est un mannequin et médecin indonésienne. Elle a été couronnée Miss Grand International 2016 à Las Vegas, aux États-Unis, et est devenue la première femme asiatique à concourir pour ce titre,,.

## Biographie
Pertiwi a précédemment étudié à l'Université islamique du Sumatra du Nord, en médecine générale à la Faculté de médecine.

## Concours de beauté
Pertiwi a représenté le Sumatra du Nord à Puteri Indonésie 2016. Elle a terminé en tant que 3e dauphine et a été désignée pour représenter l'Indonésie à Miss Grand International 2016 à Las Vegas, aux États-Unis.
Le 25 octobre 2016, Pertiwi a remporté le titre, succédant à Claire Elizabeth Parker de l'Australie.